# Teorie černé labutě

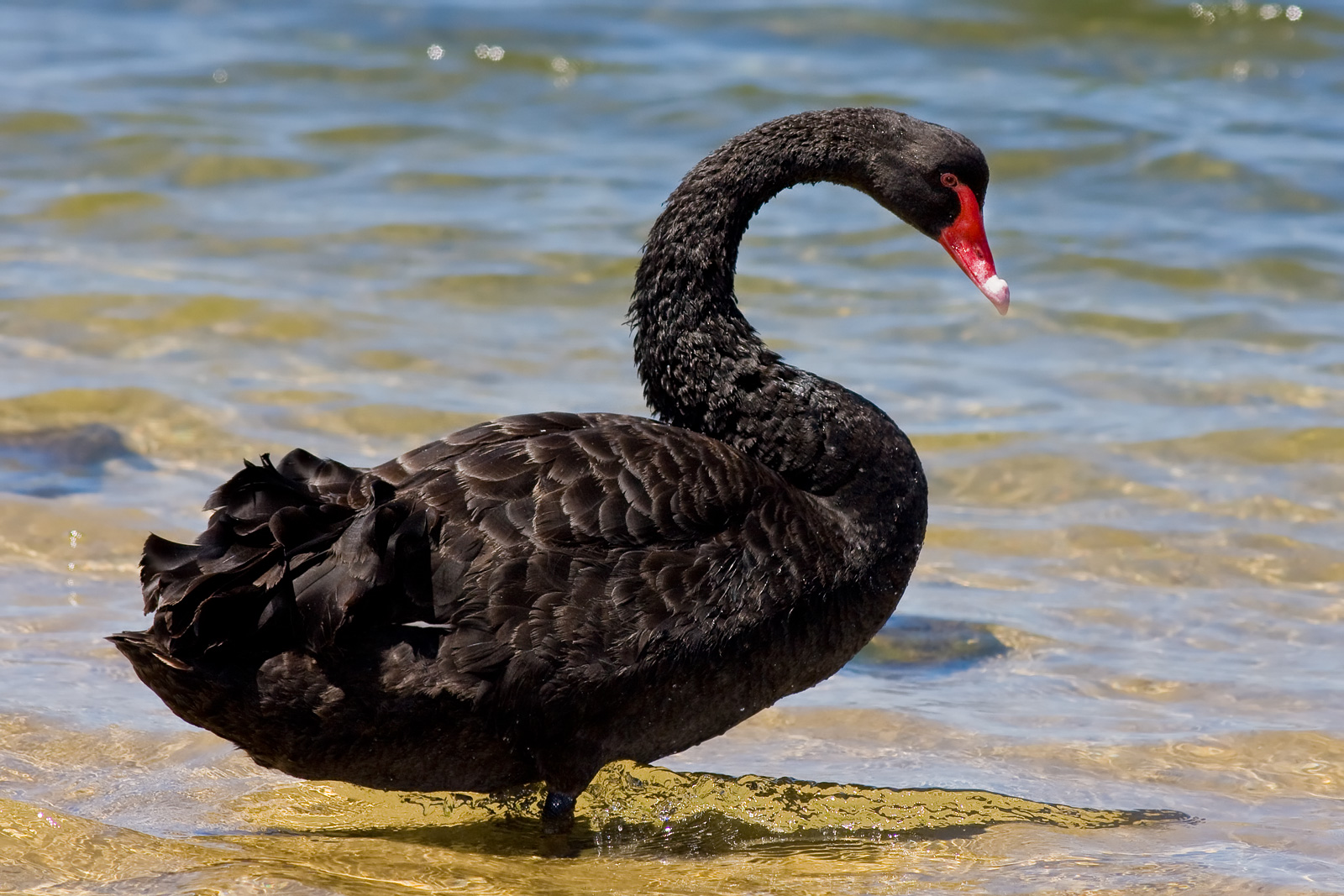
Australská černá labuť

Černá labuť nebo teorie černé labutě je metaforou popisující důležité neočekávané události, které mají významný dopad na společnost. Tyto události se odchylují od toho, co je běžné, a proto je obtížné je předvídat. Často se objevují snahy tyto události ze zpětného pohledu racionalizovat.

## Vznik pojmenování

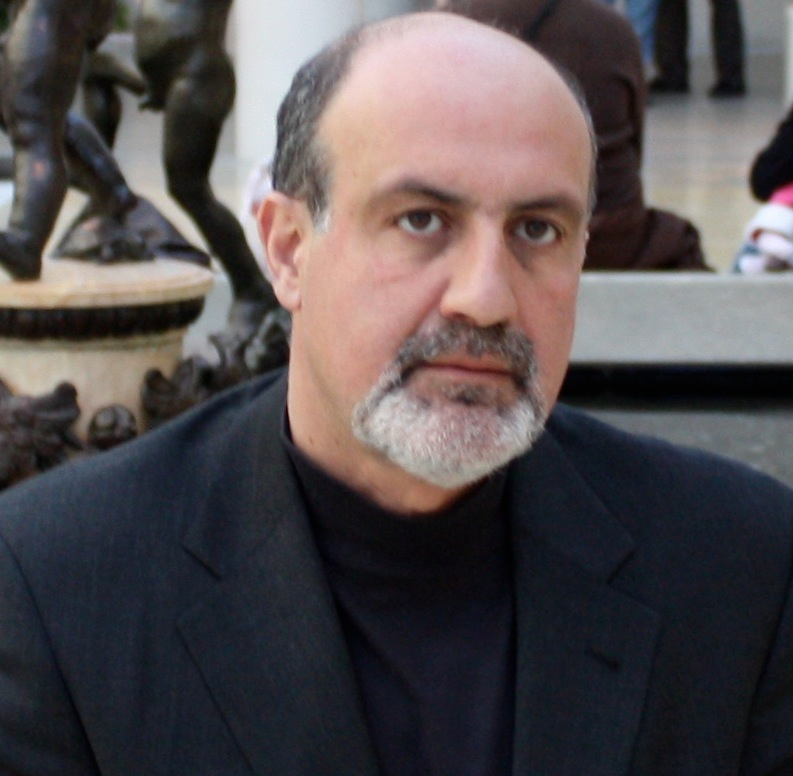
Autor teorie Nassim Nicholas Taleb

Pojmenování černá labuť si autor teorie, profesor financí a spisovatel Nassim Nicholas Taleb, zvolil z toho důvodu, že po celá tisíciletí lidé věřili, že se na světě nacházejí pouze labutě bílé barvy. Toto tvrzení se opíralo o nezpochybnitelné empirické důkazy. Když se objevila labuť černé barvy, bylo toto tvrzení náhle vyvráceno. Nassim Nicholas Taleb chce tímto příběhem říci, že učení se pozorováním, nebo zkušeností je výrazně limitováno a lidské poznání je velmi křehké. Stará pravda náhle nemusí platit, ač nás v ní miliony bílých labutí předtím utvrzovaly celá staletí.
Byla vytvořena jako vysvětlení několika otázek:
1. Proč vzácné události nepřiměřeně ovlivňují historii, vědu, finance a technologie?
2. Proč jsou vědecké metody nedostatečné, pokud jde o předvídání těchto událostí?
3. Proč si lidé neuvědomují, jak významnou roli tyto neočekávané události hrály v naší historii?

Na rozdíl od dřívějšího a širšího „problému černých labutí“ ve filozofii (tj. problém indukce) Talebova „teorie černé labutě“ se týká pouze neočekávaných událostí velkého rozsahu a následků, které hrají významnou roli v dějinách. Tyto události, považované za extrémní odchylky, společně hrají mnohem větší roli než běžné události.

## Pozadí jevu
Výraz „černá labuť“ pochází z latinského výrazu, který poprvé použil a charakterizoval římský básník Juvenalis již ve druhém století jako „rara avis in terris nigroque simillima cygno“ tedy něco jako „neobyčejný pták na zemi velmi podobný černé labuti“. Když byl tento výraz poprvé použit, nikdo nepředpokládal, že by černá labuť opravdu existovala. Význam této metafory spočívá v křehkosti jakéhokoliv systému myšlení. Úsudky o jevu jsou potlačeny, jakmile je jeden ze základních předpokladů o daném jevu vyvrácen. Zpozorování černé labutě by v tom případě bylo zrušením logiky jakéhokoliv myšlenkového systému stejně jako vyvrácením úvah, které z této základní logiky vyplývaly.
Tento výraz se v 16. století v Londýně stal termínem pro vyjádření nemožnosti. Přirovnání vychází z předpokladu z dob starého světa, že všechny labutě musí být bílé, neboť všechny historické záznamy o labutích hovoří o jejich pokrytí bílým peřím. V tomto kontextu byla černá labuť brána jako nemožný jev nebo přinejmenším jako jev neexistující.
V roce 1697 se nizozemští objevitelé v čele s Willemem de Vlaminghem stali prvními Evropany, kteří černé labutě spatřili v západní Austrálii. Termín se následně pozměnil, aby naznačoval, že vnímaná nemožnost může být později vyvrácena. Taleb konstatuje, že v 19. století John Stuart Mill použil logický omyl o černých labutích jako nový termín pro identifikaci padělání.
Událostmi typu „černá labuť“ se Nassim Nicholas Taleb zabýval už ve své knize Zrádná nahodilost týkající se finančních událostí. Jeho kniha Černá labuť poté rozšířila metaforu na události i mimo finanční trh. Taleb považuje téměř všechny významné vědecké objevy, historické události a umělecké úspěchy za „černé labutě“. Jako příklady uvádí vzestup užívání internetu, osobního počítače, první světovou válku, rozpad Sovětského svazu nebo útoky z 11. září 2001.
Taleb tvrdí, že to, co zde nazýváme „černá labuť“, je událost s následujícími třemi atributy:
1. odklon, protože událost leží mimo oblast obvyklých očekávání, neboť nic v minulosti nemůže přesvědčivě poukázat na možnost její existence
2. tato událost má extrémní dopad
3. lidská přirozenost přináší vysvětlení jejího výskytu až po znalosti faktů, čímž dělá událost vysvětlitelnou a předvídatelnou

Zastavil se a vytvořil trojici: vzácnost, extrémní „dopad“ a retrospektivní (i když ne potenciální) předvídatelnost. Malé množství černých labutí vysvětluje téměř všechno v našem světě, od úspěchu idejí a náboženství po dynamiku historických událostí a elementy našich osobních životů.

## Identifikování jevu
Identifikace jevu je založena na kritériích autora:
1. událost leží za hranicemi obvyklých událostí a je pro pozorovatele překvapivá
2. událost má mimořádný dopad
3. racionalizace události

Ačkoliv se jedná o jedinečnou, nepředvídatelnou a extrémní událost (např. 11. září, krach na newyorské burze, nástup Adolfa Hitlera), lidé si pro ni později najdou dodatečná vysvětlení a vytváří dojem, že „černá labuť“ šla předvídat a že ji lze i objasnit. Naopak pandemie covidu-19 by podle Taleba za černou labuť považována být neměla.

## Obrana proti černým labutím
Logika černé labutě činí to, co nevíme, daleko důležitějším než to, co víme. Můžeme ji mnohdy způsobit, anebo alespoň podpořit tím, že ji neočekáváme.
Pokud bychom očekávali teroristický útok a vyhodnotili ho za reálný, nemuselo k němu dojít. V osudný den mohly kolem věží v New Yorku kroužit stíhačky, letiště mohly zesílit bezpečnostní kontrolu, systém přístupu do pilotní kabiny by byl daleko propracovanější. K útoku by sice nemuselo dojít, ale místo toho mohlo přijít něco jiného – další černá labuť. Víme, že New York je snadný cíl pro teroristy, že bezpečnostní kontroly na letištích v té době nebyly tak vyspělé, ale tohle nám může být k ničemu, protože náš nepřítel si uvědomuje, že to víme. V této strategické hře se znalost ukazuje jako zcela nepodstatná. Obrana proti černým labutím vlastně neexistuje, avšak autor popisuje deset principů, jak může být společnost odolnější.
10 principů obrany proti černé labuti:
1. Co je křehké, mělo by padnout, dokud je to malé – žádný subjekt by neměl vyrůst natolik, aby byl na pád příliš velký.
2. Zastavme privatizaci zisků a socializaci ztrát – cokoli, co vyžaduje sanaci, by mělo být znárodněno, ostatní nechť je soukromé, malé a vystavené riziku.
3. Lidé, kteří řídili autobus se zavázanýma očima a havarovali, by neměli dostat nový – Ekonomická obec (univerzity, centrální bankéři, úředníci) přišla selháním systému v roce 2008 o legitimitu. Věřit, že nás titíž lidé dostanou z problémů, je nezodpovědné a hloupé. Hloupé je také věřit akademikům a expertům, kteří nadále propagují metody, které selhaly.
4. Nesvěřujme řízení jaderné elektrárny (nebo svých finančních rizik) lidem, kteří dostávají výkonnostní prémie. Je pravděpodobné, že zatímco o sobě budou tito lidé tvrdit, že jsou konzervativní, nemilosrdně proškrtají výdaje na bezpečnostní mechanismy, aby díky úsporám vykázali zisk. Prémie nepřihlížejí ke skrytým rizikům bankrotu.
5. Kompenzujte komplexitu jednoduchostí. Komplexita vznikající z globalizace a síťového propojení ekonomických aktivit vyžaduje protiváhu v podobě jednoduchých finančních produktů. Komplexní ekonomika představuje jistou formu pákového efektu již sama o sobě. Tímto pákovým systémem je efektivita. Přidáme-li k takovému celku zadlužení, povede to k nekontrolovaným a nebezpečným pohybům, jež nám neponechávají prostor pro případné chyby.
6. Dynamit nepatří do rukou dětem, ani když je opatřen varovným nápisem. Je třeba zrušit komplexní finanční produkty, protože jim nikdo nerozumí, a jen málokdo má dost rozumu na to, aby si to připustil. Občany musíme chránit před jimi samými, před bankéři.
7. Na důvěře by měla záviset jen Ponziho schémata. Vlády by neměly nikdy volat po „obnovení důvěry“. V Ponziho schématu si jeho organizátor půjčuje nebo přijímá finance od nových investorů, aby mohl vyplatit ty stávající, kteří chtějí investici ukončit. Kaskády dohadů a zvěstí jsou produktem komplexních systémů. Vláda jejich šíření nemůže nijak zastavit.
8. Projevují-li se u narkomana abstinenční příznaky, nedávejte mu další drogy. Použít pákový efekt k tomu, abychom vyléčili problémy vzniklé jeho nadměrným užíváním, je snaha popřít realitu. Krize ze zadlužení není problémem dočasným, ale strukturním.
9. Občané by neměli záviset na aktivech jako prostředku k uložení majetku a spoléhat ve svých penzijních plánech na nedokonalé rady „expertů“. Ekonomické aktivity bychom měli decentralizovat a naučit se nepoužívat trhy jako skladiště finančních hodnot. Investovat bychom měli pouze pro zábavu. Úzkost by občané měli zažívat jen nad vlastním podnikání, a nikoliv nad investicemi, protože nad nimi nemají kontrolu.
10. Udělejme z rozbitých vajec omeletu. Krize z roku 2008 je problém, který nelze zahladit drobnými úpravami. Potřebujeme postavit nový systém a předělat ten stávající dřív, než se předělá sám.

## Epistemologický přístup
Talebova teorie černé labutě je odlišná od předchozích filosofických teorií o tomto problému zejména v epistemologii kvůli tomu, že se dotýká daného fenoménu se specifickými empirickými a statistickými vlastnostmi, které Taleb nazývá „čtvrtým kvadrantem“.
Talebův problém se zabývá epistemickými omezeními, která jsou již částečně pokryta problémem rozhodování. Tato omezení jsou dvojí – filosofická (matematická) a empirická (známé epistemické předsudky). Filosofické omezení nastává, když máme málo informací potřebných k předpovědi, pokud se jedná o neobvyklé a raritní události, které nejsou lehce rozeznatelné v případech minulých, a proto vyžadují silné předpoklady extrapolační teorie, odpovídajícím způsobem tomu, že předpovědi událostí závisí více a více na teoriích, pokud je jejich pravděpodobnost nízká. Ve čtvrtém kvadrantu není jistota správného poznání a důsledky jsou obrovské.
Podle Taleba myslitelé, kteří se v minulosti pokoušeli si poradit s problémem nepravděpodobného, jako byli Hume, Mill a Popper, se soustředili na problém indukce v logice, specificky na vytváření obecných závěrů z konkrétního pozorování. Hlavním atributem Talebovy černé labutě je to, že dané jevy jsou velmi sledované. Tvrdí, že téměř všechny na sebe navazující události v historii se udály nepředvídaně, teprve zpětně si lidé vsugerovali to, že tyto události jsou vysvětlitelné a navzájem se podmiňující.
Jeden z problému (Taleb ho pojmenovaná ludický klam) je víra v to, že nestrukturovaná náhodnost v lidském životě se podobá náhodnosti, kterou najdeme ve hře. To pochází z předpokladu, že neočekávané může být předpovězeno pomocí extrapolace různých statistik založených na minulých pozorováních, zejména pokud mají jevy normální rozdělení. Tyto obavy jsou často relevantní na finančním trhu, kde velcí hráči někdy předpokládají normální rozdělení při používání value at risk modelů, ačkoliv rozdělení tržních výnosů mají typicky „těžké chvosty“.
Taleb dává příklad, že pokud chceme získat představu o tom, jaký je náš přítel a o tom, jak se chová a o jeho morální integritě, nemůžeme ho posuzovat pouze z běžného chování v běžných situacích. Nemůžeme posoudit, jestli není potenciálně kriminálně nebezpečný, z běžných situací, stejně tak nemůžeme posuzovat jeho zdraví bez uvážení existence epidemií. Tvrdí, že normální je velmi často irelevantní. Nazývá „velkým intelektuálním podvodem“ to, že téměř všechny studie zaměřené na sociální stránku života se zaměřují na běžné a normální a absolutně nepočítají s jakoukoliv odchylkou. Máme tak pocit, že jsme zkrotili nejistoty. Obecněji, teorie rozhodování, která je mnohdy založená na modelu možných výsledků, ignoruje a minimalizuje efekty událostí, které tento model nezahrnuje. Například jednoduchý model denních výnosů akciového trhu může zahrnovat extrémní výkyvy jako je Černé pondělí (1987), ale nemusí obsahovat krach trhů po 11. září. Fixní model zahrnuje „známé neznámé“, ale ignoruje „neznámé neznámé“. Tento pojem se poprvé objevil roku 1982 ve článku v časopise The New Yorker o leteckém průmyslu, který poukazuje na případ únavy materiálu, který způsobil havárie dopravních letounů Comet v padesátých letech.
Taleb zmiňuje, že ani ostatní distribuce nelze využít s přesností, ale jsou často podrobnější, jako například fraktály, rozdělení power law nebo škálovatelná rozdělení. Toto povědomí nám potom může pomoci nastavit správná očekávání.
Mimo jiné zdůrazňuje, že mnoho těchto událostí zkrátka nemá precedent a podkopává tím základy, na kterých tento způsob uvažování stojí. Taleb je dále zastáncem kontrafaktuální analýzy při zvažování risku. Tedy vytváření alternativních scénářů k událostem, které se již staly.

## Jak nahlížet na černé labutě
Praktickým cílem Talebovy knihy není pokusit se předpovědět události, které jsou nečekané, ale vybudovat si odolnost vůči negativním událostem a současně stále využívat těch pozitivních. Taleb tvrdí, že banky a obchodní firmy jsou velmi zranitelné vůči rizikovým událostem černých labutí, protože jsou vystaveny nepředvídatelným ztrátám. V oblasti obchodu a kvantitativních financí Taleb kritizuje široké použití normálního distribučního modelu užívaného ve finančním inženýrství a nazývá ho Velkým duševním podvodem. Taleb zpracovává koncept odolnosti jako ústřední téma jeho pozdější knihy Antifragile: Things That Gain From Disorder.
Ve druhém vydání The Black Swan, Taleb poskytuje „Deset principů, jak zvýšit odolnost společnosti vůči ‚černým labutím‘“.
Taleb uvádí, že černá labuť závisí na pozorovateli. Například, co může být překvapením a černou labutí pro krůtu, nemusí být překvapením pro řezníka; proto by mělo být cílem „nestát se obětí“ tím, že identifikujeme zranitelná místa se záměrem „využití černých labutí a zbarvení je ve svůj prospěch na bílo“.